# Mormonia sorsconi
Mormonia sorsconi là một loài bướm đêm trong họ Noctuidae.